# Ngựa Westphalia
Ngựa Westphalia hay còn gọi là ngựa Westfalen là một giống ngựa thuộc dòng ngựa máu nóng lai có nguồn gốc trong khu vực Westphalia của miền Tây nước Đức. Các con ngựa Westphalian có mối liên kết chặt chẽ với các trang trại giống ngựa nhà nước của Warendorf, nơi mà nó chia sẻ di truyền với giống ngựa Rhinelander. Kể từ Thế Chiến II, giống ngựa Westphalia đã được lai tạo với cùng tiêu chuẩn như các loại ngựa máu nóng khác của Đức và chúng đặc biệt nổi tiếng trong vai một con ngựa thi nhảy trình diễn cấp độ Olympic và ngựa ăn bận để thi đấu trình diễn (dressage). 

## Lịch sử giống
Trong lịch sử, những con ngựa giống khí chất cao quý của Đông Phổ đã được thay thế bằng những giống ngựa từ Oldenburg và Đông Phổ. Bước sang thế kỷ 20 chứng kiến những con ngựa máu nóng hạng nặng bị đánh bại bởi đối thủ là giống ngựa máu lạnh Rhenish-German với những đặc điểm phù hợp hơn. Những con ngựa này có thể kéo cày tốt hơn, phục vụ đắc lực cho việc kéo pháo trong chiến tranh, và vì vậy trong khi chúng chủ yếu được lai tạo xung quanh Trại giống Wickrath. Những cuộc cách mạng trong công nghệ ô tô và nông nghiệp khiến cho những con ngựa nặng nề trở nên lỗi thời và năm 1957, trại giống Wickrath bị giải thể do những con ngựa nặng không còn được ưa chuộng.
Trường Cưỡi ngựa Liên bang (The Federal Riding School) được hợp nhất vào trường tiểu bang vào năm 1968, đây là địa điểm đào tạo và kiểm tra các tay đua và huấn luyện viên chuyên nghiệp được cấp phép quốc gia, đồng thời cũng là nơi đặt trụ sở của Ủy ban Olympic cưỡi ngựa Đức, trường Warendorf cũng tổ chức chương trình kiểm tra hiệu suất hàng năm. Những con ngựa Westphalia được lai tạo để trở thành những con vật di chuyển giỏi với khả năng cưỡi ngựa và nhảy cao dành cho những người nghiệp dư đánh giá cao bởi đây là những con ngựa linh hoạt và dễ chịu.
Bên cạnh giống ngựa Hanoveria, sổ hướng dẫn đăng ký ngựa Westphalia có số lượng sinh sản lớn nhất của bất kỳ dòng ngựa máu nóng nào ở Đức. Tại Hoa Kỳ, ngựa Rhinelander đôi khi được đại diện như là những con ngựa Westphalia để trưng cho người mua ngựa. Trong khi hai sổ phả hệ của hai giống này chỉ dẫn có cùng một quy trình chuẩn và cùng một quy trình phê duyệt, chúng vẫn là các sổ cái chỉ dẫn riêng biệt về đặc điểm giống. 